# محمدرضا جعفری جلوه
محمدرضا جعفری جلوه (زاده ۱۳۳۸ - تهران) مدیر تلویزیون و سینما اهل ایران است.
از سمت‌های وی می‌توان به مدیریت رادیو نمایش، مدیریت شبکه سراسری صدا، مدیریت شبکه دو سیما، مدیریت شبکه چهارم سیما و مدیریت شبکه اول سیما اشاره کرد. وی از سال ۱۳۹۲ تا ۱۳۹۳ مدیرعامل بنیاد سینمایی فارابی بوده‌، جعفری جلوه در سال ۱۳۷۲ معاونت فرهنگی این بنیاد نیز بوده است.
جعفری جلوه همچنین داور بیست و یکمین دوره جشنواره فیلم فجر در سال ۱۳۸۱ بوده‌است.

## مدیریت سینمایی
وی معاون سینمایی وزارت فرهنگ وارشاداسلامی در دولت نهم بود که سینمای ملی را به عنوان رویکرد و شعار مدیریتی خود مطرح کرد.

## مدیریت شبکه دو
جعفری جلوه در ۲۵ آذر ۱۳۹۳ و در سن ۵۵ سالگی از سوی علی اصغر پورمحمدی به عنوان مدیر شبکه دو سیما منصوب شد. 
در ۲۵ تیر ۱۳۹۷، سید مرتضی میرباقری معاون سیما اعلام کرد در صورت یافتن یک مدیر جوان، جعفری جلوه را برکنار خواهد کرد اما این اتفاق هرگز نیفتاد. پس از اجرای قانون ممنوعیت به کارگیری بازنشستگان، جعفری جلوه یکی از مدیرانی بود که باید براساس قانون برکنار می‌شد اما با مکاتبه عبدالعلی علی‌عسگری رییس سازمان صدا و سیما با سید علی خامنه ای رهبر ایران، این قانون نقض شد و جعفری جلوه باقی ماند.